# Nazionale femminile di calcio dell'Irlanda
La nazionale di calcio femminile dell'Irlanda è la rappresentativa calcistica femminile internazionale della Repubblica d'Irlanda, gestita dalla locale federazione calcistica (FAI).
In base alla classifica emessa dalla FIFA il 16 agosto 2024, la nazionale femminile occupa il 24º posto del FIFA/Coca-Cola Women's World Ranking.
Come membro dell'UEFA partecipa a vari tornei di calcio internazionali, come al Campionato mondiale FIFA, Campionato europeo UEFA, ai Giochi olimpici estivi e ai tornei ad invito come l'Algarve Cup o la Cyprus Cup.

## Storia
Nel 1973 venne istituita la Women's Football Association of Ireland, un'istituzione che rimase indipendente dalla Football Association of Ireland (FAI) fino al 1991. Il 22 aprile dello stesso 1973 venne organizzata la prima partita della rappresentativa nazionale dell'Irlanda, disputata a Greenock, contro le padrone di casa della Scozia e persa per 10-1. Nei dieci anni successivi la rappresentativa nazionale disputò amichevoli per lo più contro le altre nazionali delle isole britanniche. La prima partecipazione internazionale risale alle qualificazioni al campionato europeo femminile di calcio 1984, con le irlandesi inserite nel gruppo 2 assieme a Inghilterra, Scozia e Irlanda del Nord: la nazionale chiuse al terzo posto, conquistando le prime due vittorie internazionali contro la rappresentativa nordirlandese. Analogo risultato venne ottenuto dalle irlandesi in occasione delle qualificazioni al campionato europeo femminile di calcio 1987, col gruppo 2 formato dalle stesse squadre. Nel corso delle qualificazioni al torneo del 1989 la nazionale irlandese riuscì a bloccare sul pareggio la nazionale svedese, che avrebbe successivamente concluso al terzo posto la fase finale. Nel 1992 la nazionale irlandese andò incontro alla più larga sconfitta della sua storia, perdendo l'ultima partita del girone di qualificazione al campionato europeo 1993 contro la Svezia per 10-0. Dopo aver rinunciato alla partecipazione alle qualificazioni per il campionato europeo del 1995, la nazionale partecipò alle qualificazioni al campionato europeo femminile di calcio 1997, concludendo al secondo posto nel proprio gruppo. Nelle qualificazioni al campionato europeo femminile di calcio 2009 l'Irlanda raggiunse i play-off per la qualificazione alla fase finale, ma venne sconfitta nella doppia sfida dalla nazionale islandese.
Nelle qualificazioni al campionato mondiale non è mai andata oltre il terzo posto nel proprio girone, come accaduto nelle qualificazioni per il torneo del 2015 e per il torneo del 2019. Nei tornei a invito, come l'Algarve Cup e la Cyprus Cup, ha accumulato diverse partecipazioni, ottenendo come miglior risultato un quarto posto finale nella Cyprus Cup 2017, conseguito dopo aver perso la finale per il terzo posto contro la Corea del Nord.
Nell'aprile 2017 la squadra richiese un miglioramento nel trattamento alla FAI, interrompendo gli allenamenti e minacciando di boicottare la partita amichevole contro la Slovacchia. Le richieste erano per un miglior trattamento economico per ciascuna partita disputata e per ottenere un pagamento aggiuntivo compensativo dall'assenza da lavoro per unirsi alla rappresentativa nazionale (broken time payment) per le calciatrici non professioniste. La protesta rientrò dopo che venne trovato un accordo con la federazione, così che l'amichevole contro la Slovacchia venne disputata.

## Partecipazioni ai tornei internazionali
Legenda: Grassetto: Risultato migliore, Corsivo: Mancate partecipazioni

## Selezionatori
- 1984-1985:  Eamonn Darcy
- 1986-1991:  Fran Rooney
- 1991-1992:  Linda Gorman
- 1992-2000:  Mick Cooke[12]
- 2000-2010:  Noel King[13]
- 2010-2016:  Susan Ronan[14][15]
- 2017-2019:  Colin Bell[16]
- 2019-2023:  Vera Pauw[17]
- 2023-:  Eileen Gleeson

## Tutte le rose

### Campionato mondiale
Coppa del Mondo FIFA 20231 Brosnan, 2 O'Riordan, 3 Mustaki, 4 Lo. Quinn, 5 Fahey, 6 Connolly, 7 Caldwell, 8 Littlejohn, 9 Barrett, 10 O'Sullivan, 11 McCabe, 12 Agg, 13 O'Gorman, 14 Payne, 15 Lu. Quinn, 16 Moloney, 17 Farrelly, 18 Carusa, 19 Larkin, 20 Sheva, 21 Grant, 22 Atkinson, 23 Walsh, CT: Pauw

## Rosa
Lista delle 23 giocatrici convocate dalla selezionatrice Eileen Gleeson per le amichevoli del 23 e 27 febbraio 2024, rispettivamente contro Italia e Galles e successivamente ritoccata per indisponibilità di due infortunate. Presenze, reti e club d'appartenenza al momento delle convocazioni.
|  | P | Courtney Brosnan   | 10 novembre 1995 (28 anni)  | 32  | 0  | Everton               |  |  |
|  | P | Grace Moloney      | 1º aprile 1993 (30 anni)    | 6   | 0  | London City Lionesses |  |  |
|  | P | Sophie Whitehouse  | 10 ottobre 1996 (27 anni)   | 0   | 0  | Lewes                 |  |  |
|  |   |                    |                             |     |    |                       |  |  |
|  | D | Diane Caldwell     | 11 settembre 1988 (35 anni) | 101 | 4  | Zurigo                |  |  |
|  | D | Megan Campbell     | 28 giugno 1993 (30 anni)    | 47  | 4  | London City Lionesses |  |  |
|  | D | Niamh Fahey        | 13 ottobre 1987 (36 anni)   | 111 | 1  | Liverpool             |  |  |
|  | D | Caitlin Hayes      | 22 settembre 1995 (28 anni) | 6   | 2  | Celtic                |  |  |
|  | D | Aoife Mannion      | 24 settembre 1995 (28 anni) | 2   | 0  | Manchester United     |  |  |
|  | D | Louise Quinn       | 17 giugno 1990 (33 anni)    | 114 | 16 | Birmingham City       |  |  |
|  | D | Jessie Stapleton   | 7 febbraio 2005 (19 anni)   | 2   | 0  | Reading               |  |  |
|  |   |                    |                             |     |    |                       |  |  |
|  | C | Lily Agg           | 17 dicembre 1993 (30 anni)  | 13  | 3  | Birmingham City       |  |  |
|  | C | Isibeal Atkinson   | 17 luglio 2001 (22 anni)    | 14  | 0  | Crystal Palace        |  |  |
|  | C | Megan Connolly     | 7 marzo 1997 (26 anni)      | 49  | 4  | Bristol City          |  |  |
|  | C | Jamie Finn         | 21 aprile 1998 (25 anni)    | 20  | 0  | Birmingham City       |  |  |
|  | C | Jessica Fitzgerald | 12 luglio 2006 (17 anni)    | 0   | 0  | Peamount United       |  |  |
|  | C | Ruesha Littlejohn  | 3 luglio 1990 (33 anni)     | 77  | 6  | London City Lionesses |  |  |
|  | C | Katie McCabe       | 21 settembre 1995 (28 anni) | 82  | 26 | Arsenal (capitano)    |  |  |
|  | C | Erin McLaughlin    | 8 marzo 2003 (20 anni)      | 3   | 0  | Peamount United       |  |  |
|  | C | Heather Payne      | 20 gennaio 2000 (24 anni)   | 43  | 2  | Everton               |  |  |
|  | C | Lucy Quinn         | 29 settembre 1993 (30 anni) | 20  | 4  | Birmingham City       |  |  |
|  | C | Jessica Ziu        | 6 giugno 2002 (21 anni)     | 12  | 0  | West Ham              |  |  |
|  |   |                    |                             |     |    |                       |  |  |
|  | A | Amber Barrett      | 10 gennaio 1996 (28 anni)   | 39  | 7  | Standard Liegi        |  |  |
|  | A | Kyra Carusa        | 14 novembre 1995 (28 anni)  | 21  | 7  | San Diego Wave        |  |  |
|  | A | Leanne Kiernan     | 27 aprile 1999              | 27  | 4  | Liverpool             |  |  |
|  | A | Abbie Larkin       | 27 aprile 2005 (18 anni)    | 16  | 1  | Crystal Palace        |  |  |
|  | A | Emily Murphy       | 2 marzo 2003 (20 anni)      | 0   | 0  | W.F. Demon Deacons    |  |  |